# Bulgarische Fürstenliste

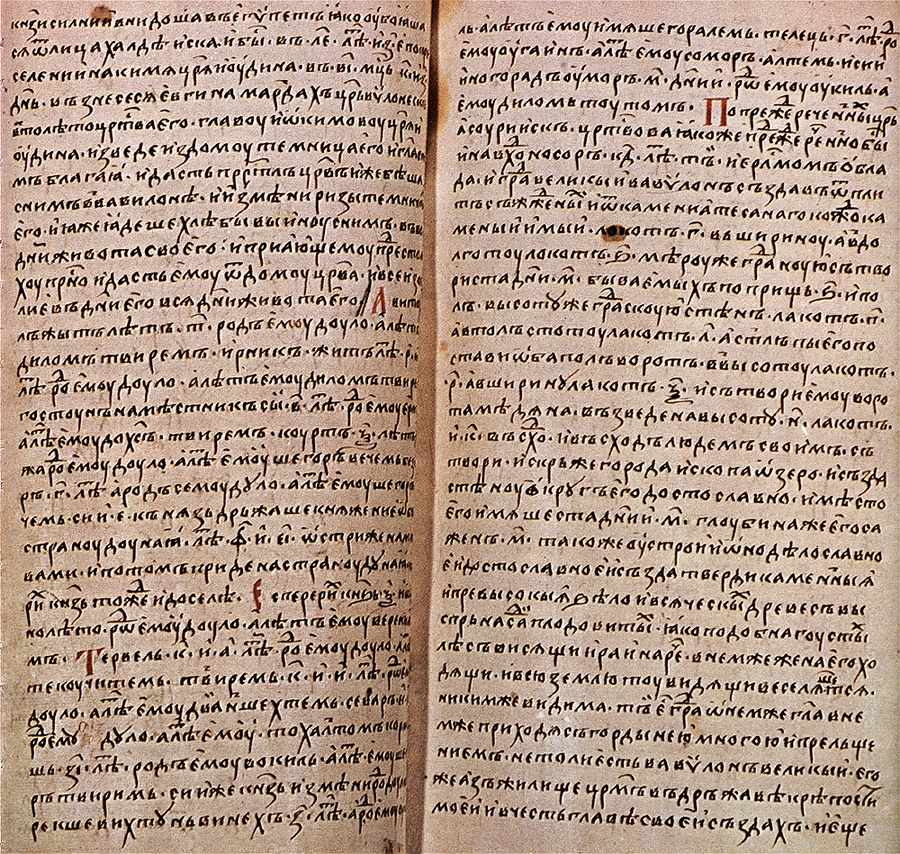
Seite aus der Auflistung der bulgarischen Khane (heute im Staatlichen Historischen Museum Moskau).

Die Bulgarische Fürstenliste, auch Namenbuch bulgarischen Khane (bulgarisch Именник на българските ханове) ist ein kurzes Manuskript, das die Namen einiger früher bulgarischer Herrscher, die Zeit ihrer Regentschaft und ihre Klanzugehörigkeit auflistet. Die Auflistung wurde vom russischen Historiker Alexander Popow während seiner Nachforschung zu russischen Chronikern entdeckt. Bisher wurden drei russische Kopien des Dokuments entdeckt. Die frühste, die sogenannte Uwarow-Transkription, wird auf das 15. Jahrhundert datiert, die anderen beiden, die Pogodin-Transkription und die Moskauer Transkription, auf das 16. Jahrhundert.
Es gibt zwar einige Unterschiede bei der Schreibung der Namen in den einzelnen Manuskripten, doch haben sie eins gemeinsam: In keinem der Manuskripte wird der zentralasiatische Titel Khan erwähnt. Der Herrscher Asparuch (der Begründer Donaubulgariens) und seine fünf Vorgänger tragen einen anderen Titel, nämlich den slawischen Titel Knjaz, was in etwa „König“ bedeutet.

## Die Uwarow Transkription (altbulg.)

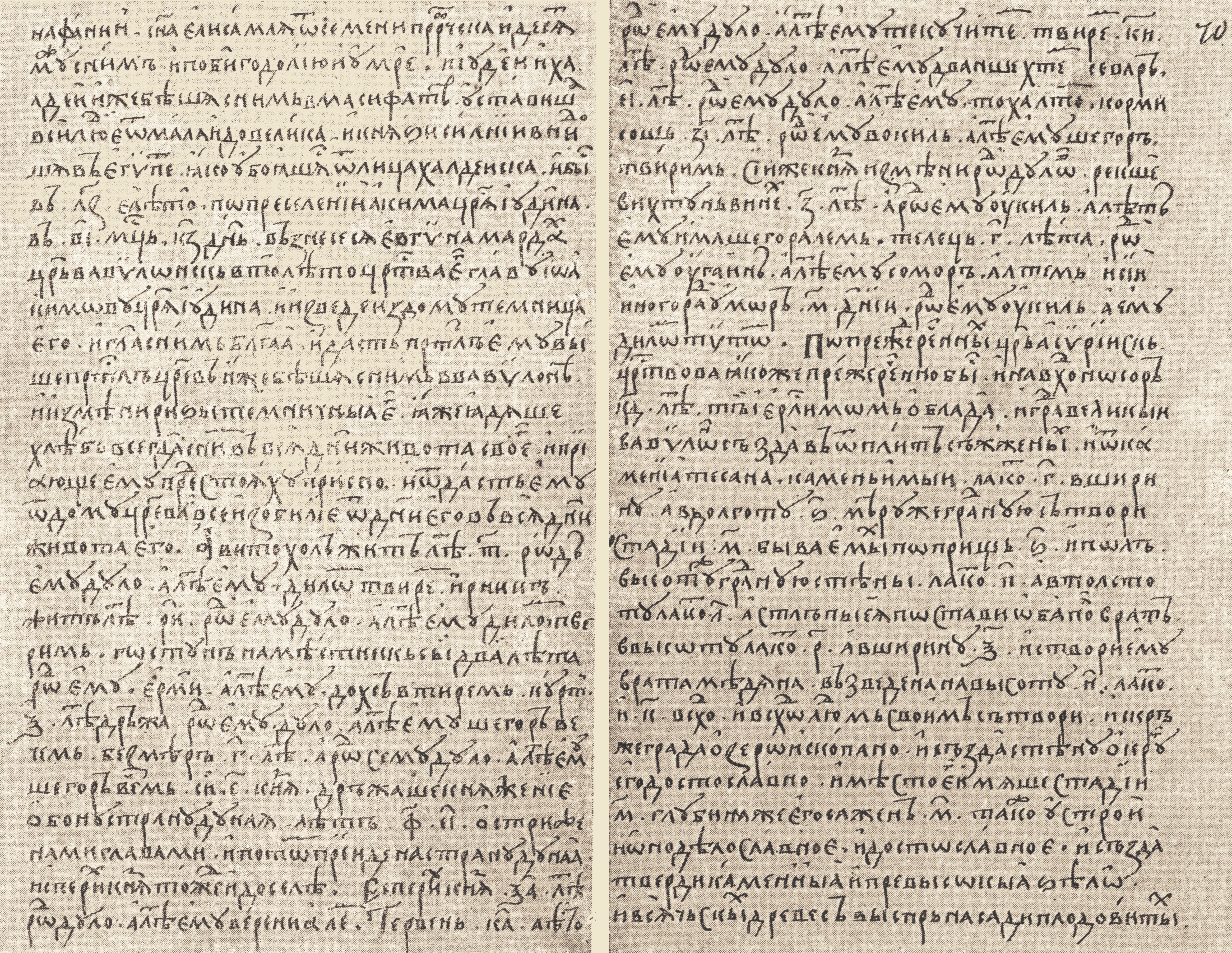
Uvarov-Manuscript (15.-16. Jhdt.)

Авитохолъ житъ лѣт. ҃т. рѡд ему Дуло. а лѣт ему дилѡмъ твирем. Ирникъ. житъ лѣт. ҃ри. рѡд ему Дуло. а лѣт ему дилом тверимь. Гостунъ наместникь сьï два лѣта. рѡд ему. Ерми. а лѣт ему дохсъ. втиремь. Курт: ҃ѯ лѣт дръжа. рѡд ему Дуло. а лѣт ему шегоръ вечемь. Безмеръ ҃г. лѣт. а рѡд сему Дуло. а лѣт ему шегоръ вемь. сii ҃е кнѧз. дръжаше кнѧженïе обону страну Дунаѧ. лѣтъ. ҃ф.҃еі. остриженами главами. И потѡм пріиде на страну Дунаѧ. Исперих кнѧз тожде и доселѣ. Есперих кнѧз. ҃ѯа лѣт. рѡд Дуло. а лѣт ему верени алем. Тервен. ҃ка. лѣто. рѡд ему Дуло. а лѣт ему текучитем. твирем. ҃ки. лѣт. рѡд ему Дуло. а рѡд ему дваншехтем. Севаръ. ҃еі. лѣт. рѡд ему Дуло. а лѣт ему тохалтом. Кормисошь. ҃зі. лѣт. рѡд ему Вокиль. а лѣт ему шегоръ твиремь. Сïи же княз измѣни рѡд Дулов. рекше Вихтунь. Винех. ҃з. лѣт. а рѡд ему Ѹкиль. а лѣтъ ему имаше Горалемь. Телець. ҃г. лѣта. рѡд Ѹгаинь. а лѣт ему соморъ. алтемь. И сïй иного рад. Ѹморъ. ҃м. днïи. рѡд ему Ѹкиль а ему дилѡм тоутѡм.

### Übersetzung
- Awitochol lebte 300 Jahre. Sein Stamm war Dulo und sein Jahr war dilom twirem.
- Irnik lebte 150 Jahre. Sein Stamm war Dulo und sein Jahr war dilom twerim.
- Gostun, der Regent, war zwei Jahre. Sein Stamm war Ermi und sein Jahr war dochs wtirem.
- Kurt (Kubrat) regierte 60 Jahre. Sein Stamm war Dulo und sein Jahr war schegor wetschem.
- Besmer 3 Jahre und sein Stamm war Dulo und sein Jahr war schegor wem.

Diese fünf Knjase regierten das Reich auf der anderen Seite der Donau über 515 Jahr mit rasierten Köpfen und dann kam zu dieser Seite der Donau Knjas Isperich und bis jetzt (regiert er).
- Esperich Knjas 61 Jahre (regiert). Sein Stamm war Dulo und sein Jahr war wereni alem.
- Terwen 21 Jahre. Sein Stamm war Dulo und sein Jahr war tekutschitem twirem.
- Sewar 15 Jahre. Sein Stamm war Dulo und sein Jahr war tochaltom.
- Kormisosch 17 Jahre. Sein Stamm war Wokil und sein Jahr war schegor twirem. Mit diesem Knjas wechselte sich der Stamm Dulo, d. h. Wichtun.
- Winech 7 Jahre. Sein Stamm war Ukil und in seinem Jahr gab es Goralen.
- Telez 3 Jahre. Sein Stamm war Ugain und sein Jahr war somor altem. Und er an der Stelle von einem Anderen.
- Umor (regierte) 40 Tage. Sein Stamm war Ukil und sein Jahr war dilom tutom.

Die kursiv gesetzten Wörter sind in protobulgarischer Sprache und repräsentieren das Jahr der Thronbesteigung jedes Herrschers nach dem protobulgarischen Kalender.
Einige Forscher sehen in Awitochol den Hunnenführer Attila. Weiter wird angenommen, dass Gostun aus dem Haus Ermi ein Onkel mütterlicherseits von Kubrat sei. Das Herrschaftshaus väterlicherseits von Kubrat sei jedoch Dulo gewesen.